# Nagy Attila (költő, 1982)
Nagy Attila (Debrecen, 1982. október 13. –) költő, író, a Bele Minden Vackot punk zenekar énekese. Capoeira apelidoja Cabeludo (Jelentése: Hosszúhajú).

## Életpályája
Tanulmányait a Kölcsey Ferenc Református Tanítóképző Főiskolán kezdte, majd a Debreceni Egyetemen folytatta Filozófia Néprajz szakokon. Művei nagyrészt versek, rövid prózák és Fanfictionök. Az első három album erejéig a Bele Minden Vackot punk zenekar énekese és dalszövegírója volt.

## Művei
- 2004 – Végjáték (versek),
- 2005 – Négy cent cherry (versek),
- 2006 – Az Álmok Tele (versek),
- 2006 – Odakint (kisregény),
- 2008 – Exiles fanfictionök (fanfiction kötet),
- 2009 – Túl a fényeken (versek),
- 2009 – Pokoli ügy (kisregény),  Archiválva 2010. augusztus 14-i dátummal a Wayback Machine-ben
- 2012 – Naos Admiror (novellagyűjtemény),
- 2015 – 33 (novellagyűjtemény),

## Külső hivatkozások
- Alkotói oldala
- Blogja